# Hugo Mantel
Hugo Mantel (Dortmund, 14 maggio 1907 – Berdychiv, 3 marzo 1942) è stato un calciatore tedesco, di ruolo centrocampista.